# Moira Orfei
Moira Orfei  (21 de diciembre de 1931-15 de noviembre de 2015), nombre de nacimiento Miranda Orfei, fue una artista de circo y actriz de cine y televisión italiana.
Hija de Violetta Arata y Riccardo Orfei. Contrajo matrimonio con Walter Nones desde 1961, fue madre de Stefano Nones, Lara Nones y Zoia Orfei.

## Filmografía
- 1960, Los amores de Hércules
- 1961, Ursus
- 1961, Maciste el invencible
- 1963, Zorro contro Maciste
- 1966, Dos contra Al Capone
- 1974, Perfume de mujer
- 1975, Las pícaras aventuras de Drácula